# کل‌گرایی معناشناسی
کل گرایی معناشناختی (انگلیسی: Semantic holism)
کل گرایی معناشناختی نظریه ای است در فلسفه زبان به این معنی که بخش خاصی از زبان ، خواه یک اصطلاح باشد یا یک جمله کامل، تنها از طریق روابط آن با یک بخش بزرگتر زبان ( قبلا فهمیده شده ) قابل درک است. با این وجود ، اختلاف نظر قابل توجهی وجود دارد که بخش بزرگتر زبان مورد نظر دقیقاً چیست. در سالهای اخیر ، بحث پیرامون کل گرایی معناشناختی ، که یکی از اشکال مختلف کل کل گرایی است که در فلسفه معاصر مورد بحث و بحث قرار می گیرد ، تمرکز خود را بر این عقیده نهاده است که "کل" مورد نظر شامل کل زبان است. 